# Eoin Reddan

a Compétitions nationales et continentales officielles uniquement.

b Matchs officiels uniquement.
Dernière mise à jour le 27 juin 2016.
Eoin Reddan, né le 20 novembre 1980 à Limerick, est un joueur irlandais de rugby à XV, qui joue avec l'équipe d'Irlande, évoluant au poste de demi de mêlée. Il joue avec la province irlandaise du Leinster depuis 2009.

## Biographie
Natif de la ville de Limerick, Eoin joue tout d'abord pour la province du Munster avant de partir 2 ans pour celle de Connacht puis de revenir au Munster en 2003. 
Avec les London Wasps il remporte en 2007 la Coupe d'Europe. Il y marque un essai. 
Depuis 2009, il est revenu en Irlande jouer pour la province du Leinster. Il remporte d'ailleurs la Coupe d'Europe avec cette équipe le 21 mai 2011 contre l'équipe anglaise des Northampton Saints. Reddan joue 11 matchs de Challenge européen avec Connacht, mais aucun match européen avec Munster.
Il joue avec l'équipe d'Irlande des moins de 21 ans et est retenu dans la 22 joueurs irlandais pour le premier match du Tournoi des six nations 2006. Le 19 mars 2011, il remporte avec l'équipe d'Irlande la dernière rencontre du tournoi des six nations 2011 face à l'Angleterre. Ce succès net (24-8) et engagé permet aux Irlandais de finir 3e du Tournoi.

## Palmarès
- Vainqueur de la Coupe d'Europe en 2007, 2011 et 2012
- Vainqueur du Championnat d'Angleterre en 2008
- Vainqueur de la Coupe anglo-galloise en 2006
- Finaliste de la Celtic League en 2005, 2010, 2011 et 2012

## Statistiques en équipe nationale
Au 27 juin 2016, Eoin Reddan compte 71 sélections avec l'Irlande, dont 26 en tant que titulaire, depuis sa première sélection le 11 février 2006 face à l'équipe de France.  Il inscrit dix points, deux essais.
Il participe à neuf éditions du Tournoi des Six Nations, en 2006, 2008, 2010, 2011, 2012, 2013, 2014, 2015 et 2016. Il dispute 28 rencontres, et inscrit dix points.
Il participe à trois éditions de la coupe du monde, en 2007 où il joue contre la France et l'Argentine, en 2011, face aux États-Unis, l'Australie, la Russie, l'Italie et le de Galles, inscrivant dix points, deux essais et  en 2015, où il affronte le Canada, Roumanie, la France et l'Argentine.